# Natuurbranden in Zuid-Europa 2025
Sinds juni 2025 zijn delen van Europa getroffen door bosbranden, waarbij de mediterrane landen het zwaarst zijn getroffen. De branden werden verergerd door een hittegolf met extreme temperaturen over heel Zuid-Europa in juni en juli. Bij de branden waren eind juli een twintigtal mensen omgekomen, honderden gewond geraakt en tienduizenden geëvacueerd. Tot de zwaarst getroffen landen behoorden Frankrijk, Griekenland, Italië, Portugal,Spanje en Turkije.